# Linter de coton
Les linters de coton sont des fibres courtes formant un duvet qui recouvre les graines de cotonniers cultivés. Ces fibres sont en fait des trichomes unicellulaires, qui adhèrent fortement à l'épiderme des  graines. Elle subsistent après l'opération d'égrenage qui consiste à séparer les graines des fibres longues de coton destinées à la filature.
Les linters représentent de 4 à 8 % de la masse des graines de coton égrenées. L'élimination des linters sur les graines se fait par un procédé mécanique à l'aide de machines « délinteuses »,  analogues aux égreneuses, en plusieurs passes, donnant des fibres de différentes qualités : 
|                       | Première coupe | Deuxième coupe | Troisième coupe |
| Longueur moyenne (mm) | 2,5 à 6        | 2 à 3          | < 2             |
| Impuretés             | +              | ++             | +++             |
| Couleur               | claire         | claire à brune | brune           |

Certains cultivars issus de Gossypium barbadense produisent des graines naturellement dépourvues de linter.
Les linters sont majoritairement constitués de cellulose (teneur d'environ 70 à 80 %). Ils sont utilisés pour produire de nombreux dérivés de la cellulose, en particulier dans l'industrie chimique et papetière.
A l'état brut, ils peuvent être utilisés comme matériau de rembourrage.
| Composition               | Teneur moyenne % |
| ------------------------- | ---------------- |
| Cellulose                 | 73               |
| Eau                       | 8                |
| Matières grasses et cires | 2                |
| Pectines                  | 1                |
| Protéines                 | 2                |
| Cendres                   | 2                |
| Sable et impuretés        | 1                |
| Débris de coque           | 11               |